# Cuando llama el corazón
Cuando llama el corazón (en inglés, When Calls The Heart) es una serie de televisión de origen canadiense y estadounidense inspirada en la novela homónima de Janette Oke, dirigida por Michael Landon Jr. Estrenada en 2014, está protagonizada por Erin Krakow en el papel de la joven maestra Elizabeth Thatcher y Daniel Lissing como el policía montada Jack Thornton.

## Personajes
- Elizabeth Thatcher (Erin Krakow) una joven proveniente de una familia acaudalada de ciudad, que se aventura a un pequeño pueblo del oeste de Canadá (Coal Valley —después llamado Hope Valley—) para ejercer como maestra;
- Jack Thornton (Daniel Lissing), alguacil o policía montada de Coal Valley;
- Abigail Stanton (Lori Loughlin), una mujer de Coal Valley que ha perdido a su esposo e hijo en un accidente de mina, es una de las mejores amigas de Elizabeth; alcaldesa y dueña del café
- Bill Avery (Jack Wagner), sherif de Coal Valley, y posteriormente juez;
- Henry Gowen (Martin Cummins), hombre de negocios, dueño de la compañía minera, posteriormente con la ayuda de Abigail, comienza un negocio petrolero;
- Rosemary LeVeaux Coulter (Pascale Hutton), una apasionada actriz de Nueva York, en el pasado comprometida con Jack, y finalmente se enamorará de Lee Coulter;
- Leland "Lee" Coulter (Kavan Smith), amable y paciente hombre de negocios que abre un aserradero en Hope Valley;
- Faith Carter (Andrea Brooks), enfermera de la ciudad originaria de Elizabeth, que se asienta en Hope Valley;
- Carson Shepherd (Paul Greene), doctor que trabaja en Hope Valley y se enamora de Faith;
- Lucas Bouchard (Chris McNally), hombre de negocios que reabre la taberna del pueblo, y es uno de los pretendientes de Elizabeth.
- Nathan Grant (Kevin McGarry), nuevo policía montada de Hope Valley y otro de los pretendientes de Elizabeth;
- Clara Stanton Flynn (Eva Bourne), nuera de Abigail, que trabaja en el Café y se casa con Jessie Flynn;
- Jessie Flynn (Aren Buchholz), era un forajido que al asentarse en el pueblo se convierte en un hombre legal.